# Bärfendals kyrka
Bärfendals kyrka är en kyrkobyggnad i Bärfendal, Munkedals kommun. Den tillhör från 2022 Munkedals församling (tidigare Bärfendals församling) i Göteborgs stift.

## Kyrkobyggnaden
Stenkyrkan uppfördes troligen vid mitten av 1100-talet och består av ett kort, rektangulärt långhus med ett lägre, smalare kor samt absid i öster. Det medeltida murverket och absidplanlösningen är till stora delar bevarade. Koringången har ursprungligt läge, men är något breddad. Vid restaureringar har det medeltida materialet återanvänts. Kyrkorummet hade från början en triumfbåge mellan långhus och kor. Den revs 1725 och ersattes med en vidare korbåge som i sin tur revs 1770. Vid västra kortsidan finns ett kyrktorn av trä som uppfördes 1868 och ersatte ett vapenhus av trä på samma plats. 
Vid den restaurering som inleddes 1930 under ledning av Arthur Brattberg framhävdes inredningen 1600- och 1700-talskaraktär på bekostnad av tilläggen som gjorts under 1800-talet. Norr om koret uppfördes 1932 en murad sakristia. Kyrkans ytterväggar är spritputsade och vitfärgade. Långhus och kor har separata sadeltak belagda med rött tegel. Absidens tak är belagt med skiffer. Det fyrkantiga kyrktornet har en åttakantig lanternin som är belagd med skiffer.
Vid kyrkogården finns ett litet kyrkstall, som har uppförts av rundtimmer.

## Inventarier

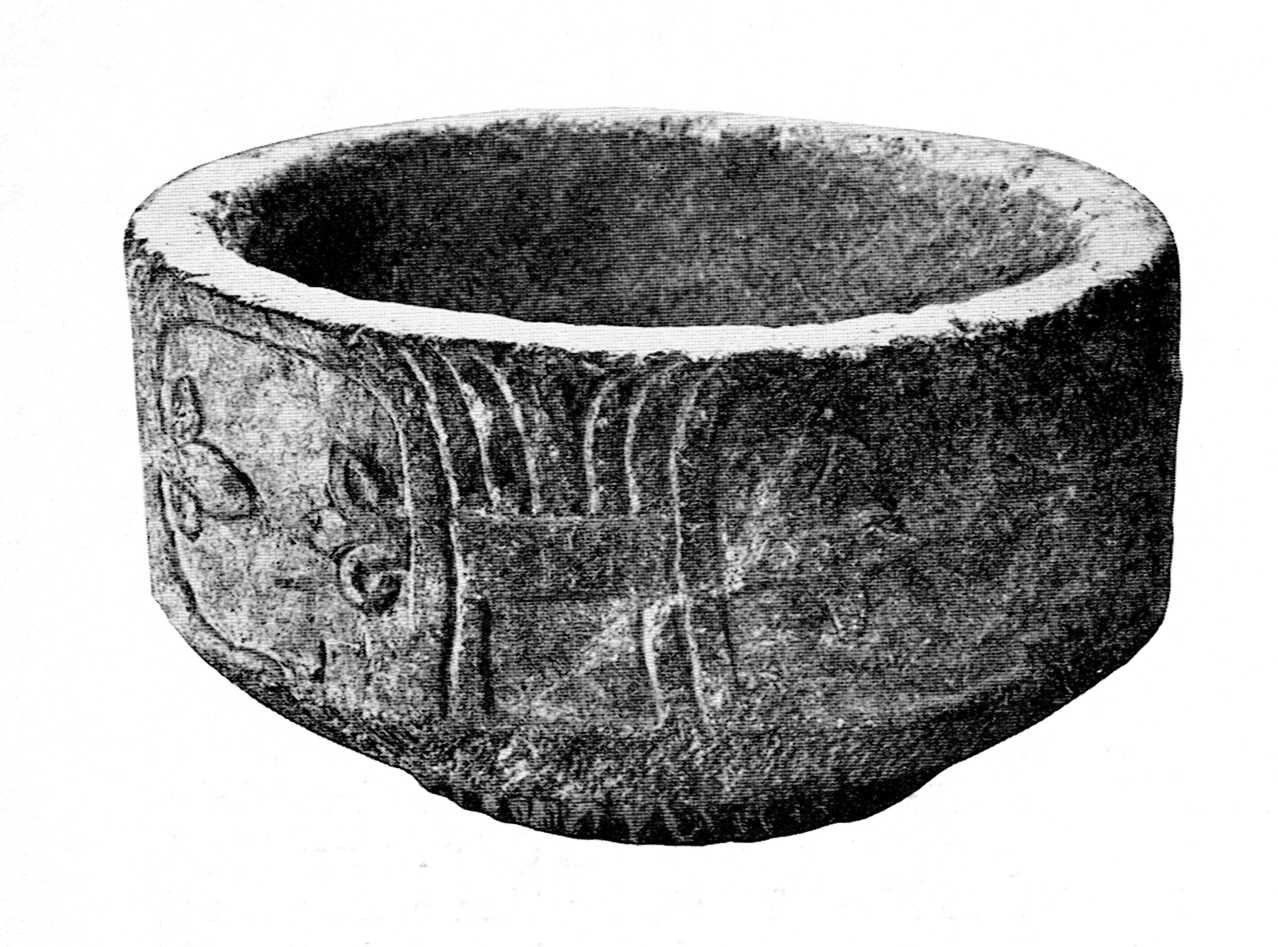
Dopfunten.

- I korets södra sida finns en dopfunt från förra delen av 1200-talet, varav endast cuppan av täljsten återstår. Den är 32 cm hög och cylindrisk samt avslutas nedtill med en ornerad vulst. Runt cuppan finns fem vida arkadbågar med spiraler och rundlar samt treflikiga liljeornament. Uttömningshål finns i funtens mitt och den har inga större skador. Den tillhör en grupp om tre till fyra funtar från Dalsland och jämte denna en i Svenneby kyrka i Bohuslän. Den allra förnämsta finns i Ödeborgs kyrka.[1] Cuppan vilar på en timglasformad fot av trä som är av sent datum.
- Predikstolen bestående av korg och ljudtak och trappa är ett barockarbete tillverkat 1642. Den åttakantiga korgen har reliefer föreställande evangelisterna.
- Nuvarande träaltare är från 1885. Tidigare altare var av sten.
- På altaret finns en kopia av kyrkan gamla krucifix Jorsalakorset, som förvaras på Statens historiska museum.

### Orgel
- Orgeln med sin ej ljudande fasad är tillverkad 1955 av Grönvalls orgelbyggeri. Den har tio stämmor, två manualer och pedal.[2]

## Bilder

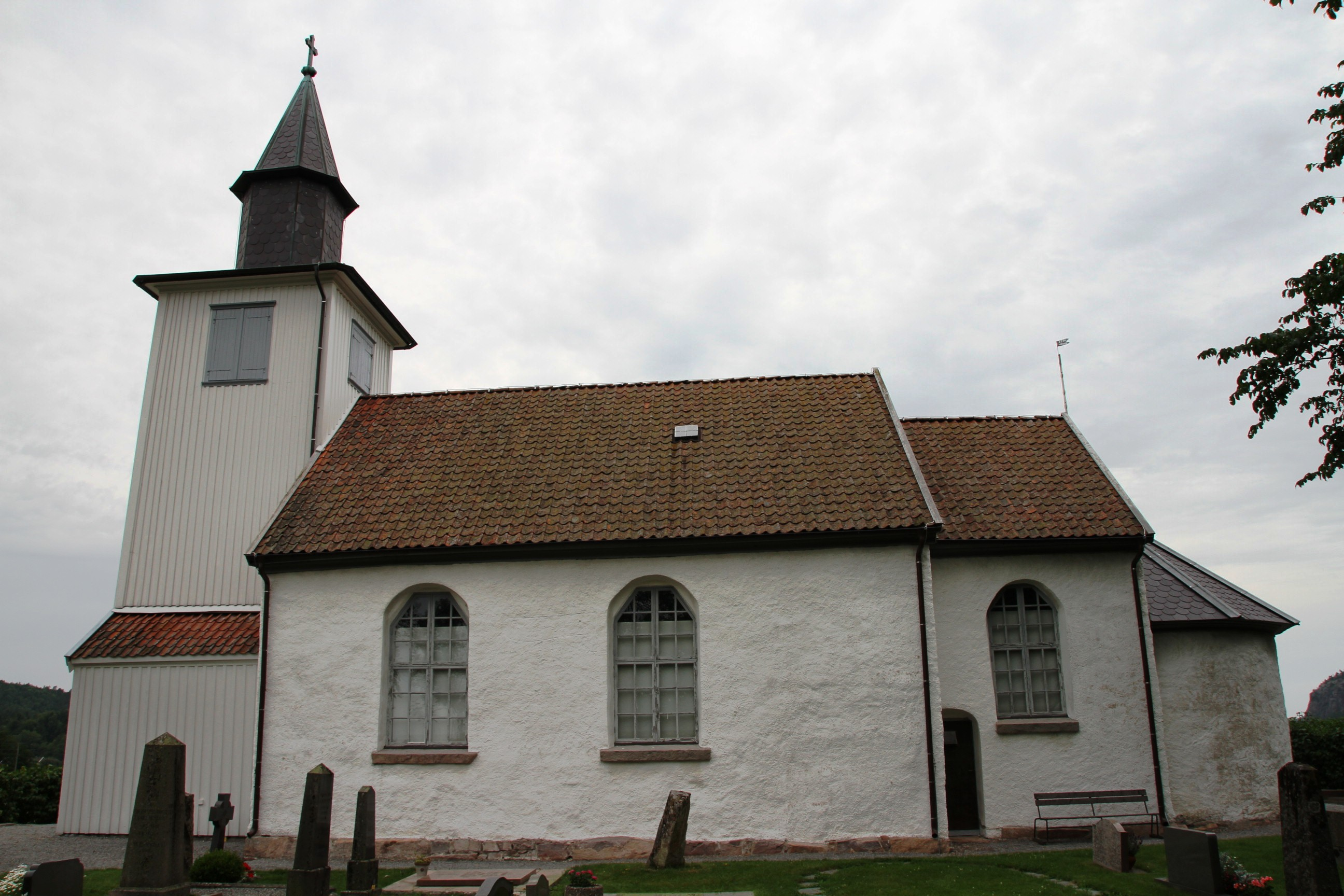
Exteriör.
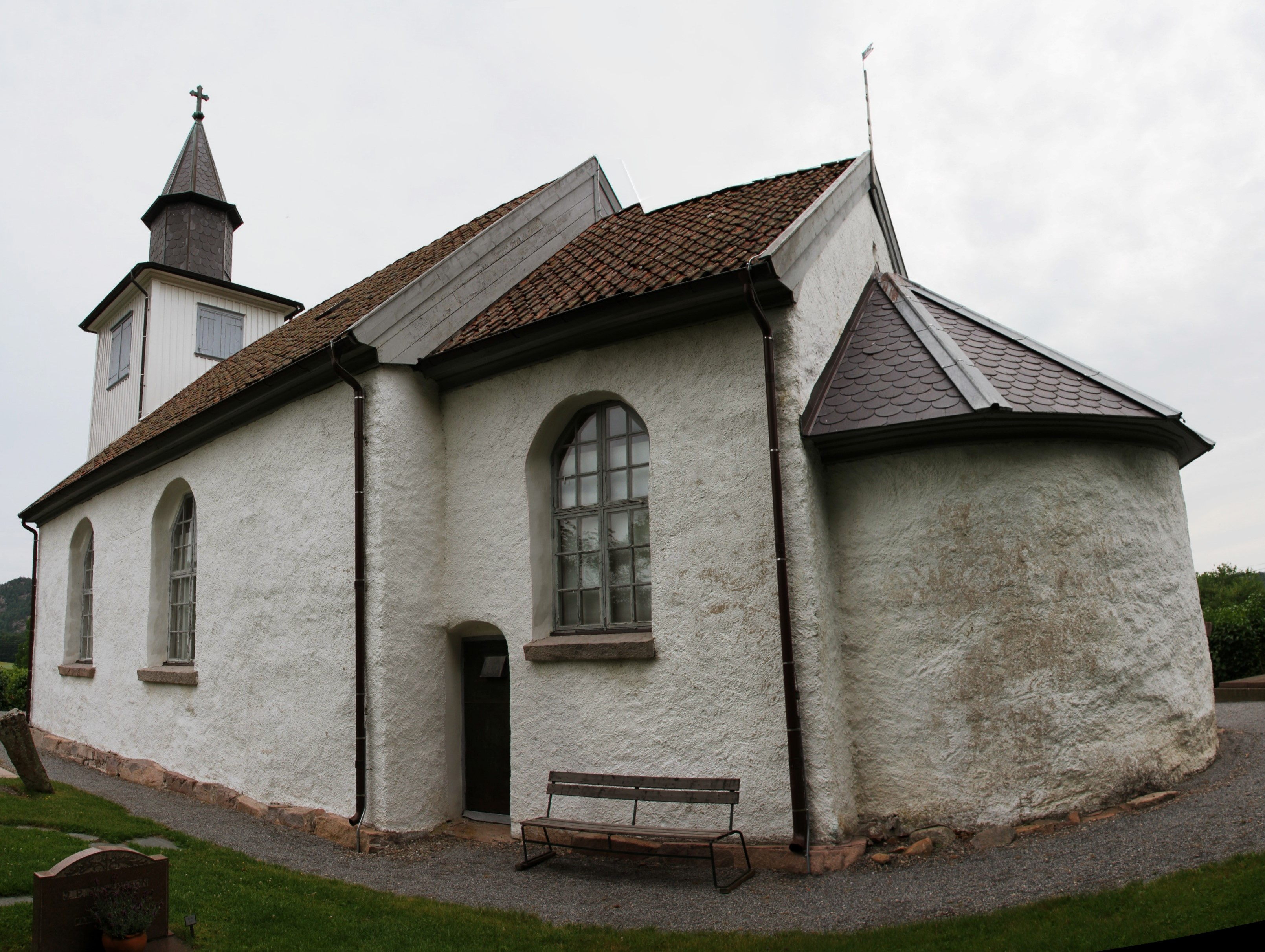
Exteriör.